# Eugoa arcuata
Eugoa arcuata är en fjärilsart som beskrevs av George Francis Hampson 1918. Eugoa arcuata ingår i släktet Eugoa och familjen björnspinnare. Inga underarter finns listade i Catalogue of Life.